# Erich Ewald
Hans Paul Erich Ewald (geboren 7. Juli 1884 in Berlin-Charlottenburg; gestorben 3. Januar 1947 in Berlin-Zehlendorf) war ein deutscher Bauingenieur, Stadtplaner, Gewerbeschullehrer, Luftbild-Fotograf und NS-Verwaltungsbeamter.

## Leben und Werk
Ewald besuchte ab Oktober 1890 das Kaiserin Augusta Gymnasium in Charlottenburg, an dem er im Oktober 1902 mit dem Abitur schloss. Noch ab demselben Monat bis April 1906 studierte er an der Technischen Hochschule Berlin sowie in München und legte am 10. Juli 1907 seine Diplomhauptprüfung ab. Von Oktober 1907 bis September 1910 durchlief er seine Ausbildung zum Regierungsbauführer beim Hochbauamt Thorn und Bonn, der Eisenbahnhochbauabteilung Luxemburg, beim Hochbauamt Hildesheim und bei der ministerialen Baukommission Berlin. Am 14. Oktober 1911 bestand er seine zweite Staatsprüfung und arbeitete von November 1911 bis Oktober 1914 zunächst als Hilfslehrer an der Höheren Technischen Staatslehranstalt für Hoch- und Tiefbau in Münster.
Nach er am 13. November 1914 zum Oberlehrer (Studienrat) ernannt worden war, meldete er sich noch im selben Monat als Kriegsfreiwilliger für den Einsatz im Ersten Weltkrieg: Während des Ersten Weltkrieges, während dem erstmals „in der Geschichte der Kriegsführung“ zur Aufklärung die Luftbildfotografie durch den Einsatz von Fesselballonen, Luftschiffen und Flugzeugen zum Einsatz kam, wirkte Ewald unter anderem im Lichtbildwesen der Marineflieger. zuletzt im März 1919 als Leutnant der Matrosen-Artillerie.
Nach Kriegsende arbeitete er von April bis September als Oberlehrer an der Staatlichen Baugewerbeschule in Münster, wechselte im Oktober 1919 in gleicher Funktion an die Staatliche Baugewerbeschule Neukölln. Ab März 1921 arbeitete er am Zentralinstitut für Erziehung und Unterricht im Preußischen Ministerium für Handel und Gewerbe, wurde parallel dazu am 27. Juni 1921 zum Sachverständigen für das Luftbildwesen im Reichsausschuss für Luft- und Kraftfahrwesen berufen.

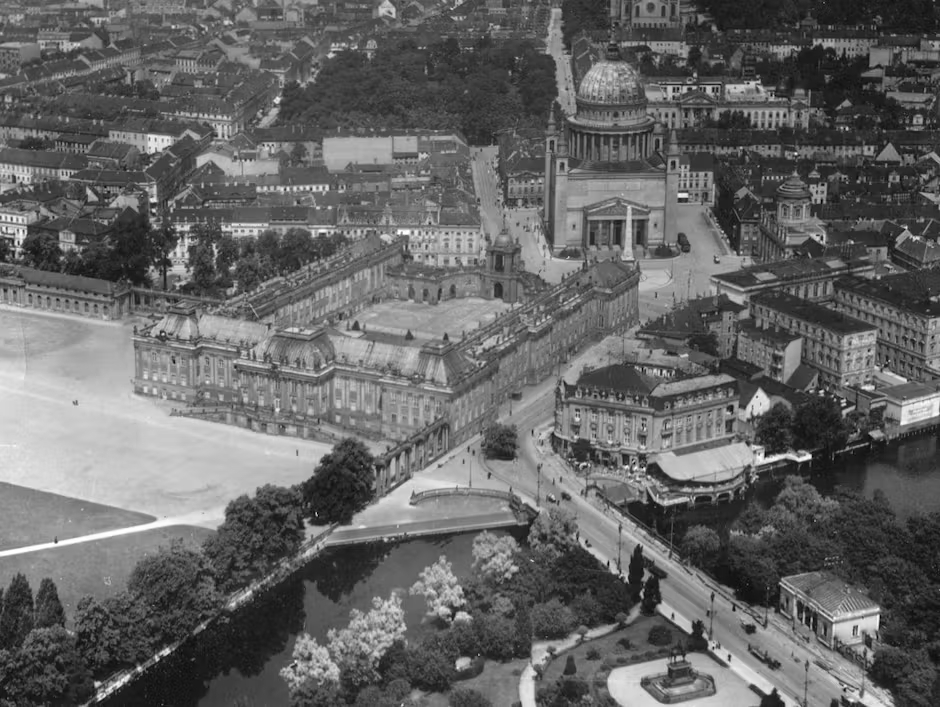
1921: Potsdamer Stadtschloss, St. Nikolai, Lange Brücke, Bittschriftenlinde, Palasthotel und der Palast Barberini

Ebenfalls 1921 flog Ewald mit einem Flugzeug über das Stadtgebiet von Potsdam und fertigte dabei Aufnahmen der Potsdamer Natur- und Kulturlandschaft an. 1922 legte er an der Technischen Hochschule Berlin seine Dissertation ab zum Thema „Das Luftbild im Dienste des Städtebaus und des Siedlungswesens“. In der Folge wurde „die Nutzung und Popularisierung der Luftfotografie in diesem Bereich zu seinem Lebenswerk.“
28. April 1922 wurde er zum Dr.-Ing. promoviert. 1925 gab Heinrich de Fries in Zusammenarbeit mit dem Deutschen Werkbund und der Deutschen Gesellschaft für Städtebau und Landesplanung Ewalds Werk Deutschland aus der Vogelschau. Landschaft und Siedlung im Luftbild heraus.
Im Mai 1926 übernahm Erich Ewald die Leitung der Bildstelle des Preußischen Ministeriums für Handel und Gewerbe, die ab 1930 Bildstelle im Preußischen Ministerium für Wirtschaft und Arbeit hieß. Nach der Machtübernahme durch die Nationalsozialisten erhielt er am 1. April 1933 seine Ernennung zum Regierungsrat und wirkte ab Mai 1933 für die folgenden zehn Jahre als Referent für das zivile Luftbildwesen des Reichsluftfahrtministeriums (RLM).
Am 28. Juni 1934 erst zum Oberregierungsrat, am 28. Juni 1934 dann zum Ministerialrat ernannt, trat Ewald am 26. Juni 1939 unter der Mitgliedsnummer 42142 dem NSFK bei. Am 26. März 1940 beantragte er die Aufnahme in die NSDAP und wurde zum 1. April desselben Jahres aufgenommen (Mitgliedsnummer 8.013.692).
Nach Auflösung seiner Stelle als Referent im RLM wurde Ewald März 1943 in den Geschäftsbereich des Reichskommissariats für die Festigung deutschen Volkstums abgeordnet. Der dortige Leiter der Hauptabteilung Planung und Boden, Konrad Meyer, bewilligte Ewald 1943 und 1944 dessen Anträge auf Sachmittel aus dem DFG-Fonds für Volksdeutsche Wissenschaftshilfe zur „Erforschung und Erprobung des Luftbildeinsatzes“.
Im Dezember 1944 wurde Ewald in das Reichsministerium des Innern übernommen, bevor er im Mai 1945 in amerikanische Kriegsgefangenschaft geriet, aus der er im Dezember des Jahres entlassen wurde. Er starb am 3. Januar 1947 im Alter von 62 Jahren in Berlin-Zehlendorf.

## Potsdamer Luftbildaufnahmen
Nach Ewalds Tod 1947 bewahrte seine Tochter Anneliese insbesondere diejenigen Luftbildaufnahmen auf, die die vormalige Residenzstadt Potsdam vor den Zerstörungen im Zweiten Weltkrieg im Bild festgehalten hatten. Die Bilder gelangten später in die Hände des Heimatforschers Wolfgang Holtz, bevor 23 der historischen Aufnahmen, ergänzt durch den „schwärmerischen Begleittext“ des Fotografen, in einer bibliophilen Ausgabe im Elsengold Verlag publiziert wurden.

## Schriften (Auswahl)
- Staatsbürgerkunde (= Bautechnische Lehrhefte für den Unterricht an Baugewerkschulen und für die Praxis), Leipzig: Dr. M. Jänecke
  - Heft 1, 1927
  - Heft 2, 3., verbesserte Auflage, 1930
- Die Stereoskopie und ihre Anwendung auf die Untersuchung des Fliegerbildes (= Zeitschrift für Flugtechnik und Motorluftschiffahrt, Beiheft 3) (= Berichte und Abhandlungen der Wissenschaftlichen Gesellschaft für Luftfahrt, Heft 3), München; Berlin: R. Oldenbourg, 1921
- Das Luftbild im Unterricht (= Bild und Schule, Heft 1), Breslau: F. Hirt, 1924
- Erich Ewald, Heinrich Fischer, Wilhelm Ratthey: Das deutsche Dorf (= Lichtbilder für Heimatkunde, Reihe 1), Berlin : Reichsamt für Landesaufnahme (Reichskartenstelle), 1924
- Im Flugzeug über Berlin. 48 Luftbilder mit Text (= Führer in die Heimat, Band 2), Marburg: N. G. Elwertsche Verlagshandlung, 1925
- Deutschland aus der Vogelschau. Landschaft und Siedlung im Luftbild, in Gemeinschaft mit dem Deutschen Werkbunde und der Deutschen Gesellschaft für Städtebau und Landesplanung herausgegeben. von H. de Fries, Berlin: O. Stollberg & Co., 1925
- Wachsmuth, Das Luftbild als Anschauungsmittel. Bearbeitet von Ewald im Einvernehmen mit der Staatlichen Hauptstelle für den naturwissenschaftlichen Unterricht, Berlin, 12 Hefte, Leipzig: F. E. Wachsmuth, 1927ff., darunter Wandbilder
  - Erläuterungen: Das Luftbild im Dienste der Siedlungskunde. Erläuterungen zu der siedlungskundlichen Tafel der Bilderreihe
  - A 3: Siedlungsformen. Dorfanlagen: Haufendorf (Elleben i. Thür.). Luftbild der Tallimit-Bild-Gesellschaft m. b. H., Berlin
  - A 5: Siedlungsformen. Dorfanlagen: Angerdorf (Heiligensee bei Tegel). Luftbild der Hansa-Luftbild-G. m. b. H., Berlin
  - A 4: Siedlungsformen. Dorfanlagen: Rundlingsdorf (Brügge in der Mark) / Luftbild von R. Petschow
  - A 6: Siedlungsformen. Dorfanlagen: Strassendorf (Freiroda i. Sa.) ; Luftbild der Tallimit-Bild-Gesellschaft m. b. H., Berlin
  - A 7: Alpiner Gletscher (Mer de glace, Mont Blanc) / Luftbild der Ad Astra-Aero A.G., Zürich
  - A 8: Barockanlage. Der Dresdener Zwinger. Luftbild von R. Petschow
  - A 9: Moderne Grossbahnhofsanlage (Leipziger Hauptbahnhof)
  - A 10: Schiffsschleuse (Kammerschleuse mit Sparbecken). (Schleusenanlage im Dortmund-Ems-Kanal bei Henrichenburg i. W.)
  - A 11: Siedlungsformen. Stadtanlagen: Berlin-Mitte (Mittelalterlicher Kern)
  - A 12: Spitzbergen
  - A 13: Siedlungsformen. Stadtanlagen: Ostdeutsche Kolonialstadt (Gransee in der Mark) / Luftbild von R. Petschow
- Das Gesicht der deutschen Heimat. Landschaft und Baukunst, Weimar: A. Duncker, 1928

## Archivalien
Archivalien von und über Erich Ewald finden sich beispielsweise
- im deutschen Bundesarchiv unter der Signatur PERS 6/143216.[2]